# Андрейс Фрейманіс
Андрейс Робертс Фрейманіс (латис. Andrejs Roberts Freimanis; 21 грудня 1914 — 10 вересня 1994) — латиський доброволець військ СС, оберштурмфюрер військ СС. Кавалер Лицарського хреста Залізного хреста.

## Біографія
В 1936-39 роках служив у латиській армії. В квітні 1943 року вступив у 19-ту гренадерську дивізію СС. Учасник німецько-радянської війни. В травні 1945 року взятий у полон радянськими військами і доставлений у Приморський край. В листопаді 1946 року повернувся в Латвію. Помер 10 вересня 1994 року, похований на сімейному цвинтарі. На похороні були присутні численні військовослужбовці та політики, включаючи національний оркестр збройних сил Латвії.

## Нагороди
- Залізний хрест 2-го і 1-го класу
- Нагрудний знак «За поранення» в золоті
- Лицарський хрест Залізного хреста (5 травня 1945) — як командир 13-ї роти 44-го гренадерського полку СС 19-ї гренадерської дивізії СС; вручений 16 березня 1993 року в приміщенні Ризького технічного університету.